# Gurabo
Gurabo é uma municipalidade (município) na região leste de Porto Rico localizado na região centro-leste, ao norte de San Lorenzo, sul de Trujillo Alto, a leste de Caguas e oeste da Carolina e Juncos. Gurabo está espalhada por nove alas e Pueblo Gurabo (o centro da cidade e do centro administrativo da cidade). É parte da Área Meropolitana de San Juan - Caguas - Guaynabo.